# Plesiotype
Een plesiotype is in de zoölogische nomenclatuur een specimen dat zowel een homeotype als een hypotype is.
In de zoölogische nomenclatuur wordt bij de benoeming van een bepaalde soort de identiteit vastgelegd door het aanwijzen van een holotype, een specimen waar de naam aan verbonden wordt. In de benoemende publicatie kunnen verdere specimina van de soort aangewezen worden, die paratypen genoemd worden als ze hypotypen zijn, dat wil zeggen: aanvullende kenmerken van de soort aangegeven. In latere publicaties kunnen nog meer exemplaren aan de soort worden toegewezen. Toegewezen exemplaren heten homeotypen. Als zulke specimina ook nog hypotypen zijn, er dus aanvullende kenmerken bij vastgesteld kunnen worden, noemt men ze plesiotypen.
Soms wordt ook nog de eis gesteld dat de auteur van de publicatie die het plesiotype aangeeft een andere is dan de naamgever van de soort.